# 黄昌衡
黄昌衡，宋朝政治人物。
黄昌衡曾于1117年接替姚舜明任华亭县知县一职，1119年由胡侃接任。